# Jerzy Topolski
Jerzy Topolski (ur. 20 września 1928 w Poznaniu, zm. 21 grudnia 1998 tamże) – polski historyk specjalizujący się w zakresie historii społeczno-gospodarczej oraz metodologii historii. Twórca poznańskiego ośrodka metodologicznego.

## Życiorys
W okresie okupacji niemieckiej, wywieziony wraz z rodziną z Gniezna do Piotrkowa Trybunalskiego, ukończył szkołę powszechną oraz dwuletnią Szkołę Handlową (jedyną dopuszczalną w Generalnym Gubernatorstwie formę szkolnictwa ponadpodstawowego). Zaraz po powrocie do Gniezna w 1945 złożył egzaminy i tym samym uzyskał maturę (obecnie I Liceum Ogólnokształcące im. Bolesława Chrobrego). W latach 1946–1950 studiował na Uniwersytecie Poznańskim, a w 1951 uzyskał stopień doktora nauk historycznych na Uniwersytecie Mikołaja Kopernika, na podstawie rozprawy o rozwoju latyfundium arcybiskupstwa gnieźnieńskiego. Po krótkim okresie pracy jako asystent w Katedrze Historii Państwa i Prawa Polskiego, w 1951 został przyjęty na tzw. "aspiranturę" (odpowiednik studiów doktoranckich) w partyjnym Instytucie Kształcenia Kadr Naukowych. W 1955 uzyskał istniejący krótko w okresie stalinowskim tytuł kandydata nauk (później uznawany za równoważnik doktoratu) na podstawie rozprawy Położenie i walka klasowa chłopów w XVIII wieku w dobrach arcybiskupstwa gnieźnieńskiego. W 1956 uzyskał etat docenta w Instytucie Historii PAN, a w marcu 1959 podjął równoległą pracę na Uniwersytecie im. Adama Mickiewicza. W 1962 definitywnie zdecydował się na pracę w Instytucie Historii UAM. Profesorem nadzwyczajnym został w 1961, a zwyczajnym w 1968. Od 1971 był członkiem korespondentem, a od 1977 członkiem rzeczywistym Polskiej Akademii Nauk. Od 1984 przez kilka lat przewodniczył Komitetowi Nauk Historycznych PAN. W latach 1986–1989 był członkiem Ogólnopolskiego Komitetu Grunwaldzkiego.
Pracował na Uniwersytecie im. Adama Mickiewicza w Poznaniu, gdzie w latach 1968–1981 był wicedyrektorem, a 1981–1987 dyrektorem Instytutu Historii Uniwersytetu im. Adama Mickiewicza. Wykładał także na uniwersytetach w Belgii, Francji, Hiszpanii, Holandii, Niemczech, Włoszech, Kanadzie i Stanach Zjednoczonych.
Zajmował się historią nowożytną Polski i Europy, historią historiografii oraz teorią i metodologią historii. Członek i współzałożyciel (razem z Leszkiem Nowakiem i Jerzym Kmitą) tzw. poznańskiej szkoły metodologicznej. Stworzył podstawy nowej metodologii historii, odwołującej się do marksizmu, ale otwartej również na inne współczesna nurty europejskie (odrzucenie dogmatycznego marksizmu). Z tego powodu uznawany nieraz w ZSRR lub w NRD za „rewizjonistę”, druk jego publikacji w części krajów socjalistycznych bywał utrudniony (m.in. nie doszło do radzieckiego wydania Metodologii historii). Do powszechnego obiegu naukowego weszło wiele pojęć stworzonych przez Topolskiego, np. „wiedza pozaźródłowa”. W późniejszym okresie dowodził, że poznanie historyczne dokonuje się w trzech perspektywach: ontologicznej, metodologicznej i aksjologicznej. Do końca życia był marksistą, jednakże z czasem coraz bardziej zdystansowanym.
Od 1948 był członkiem PZPR, był człowiekiem o przekonaniach silnie lewicowych. W codziennej pracy miał jednak opinię człowieka oceniającego naukowców ze względu na ich rzetelność, bez brania pod uwagę ich poglądów i przynależności politycznej. W okresie PRL-u zdarzało mu się też bronić pracowników naukowych przed nadużyciami władzy. W latach 1981–1984 wchodził w skład Komisji KC PZPR dla wyjaśnienia okoliczności, faktów i przyczyn konfliktów społecznych w dziejach PRL. W latach 1982–1989 członek Trybunału Stanu. Od 1982 był członkiem Rady Naukowej Instytutu Podstawowych Problemów Marksizmu-Leninizmu.
W dorobku Topolskiego znajduje się łącznie ponad 1000 pozycji bibliograficznych, w tym około 30 książek oraz kilkaset artykułów, w tym wiele przetłumaczonych na języki obce i wydane za granicą. Jego zainteresowania twórcze obejmowały następujące nurty: problematyka społeczno-gospodarcza, regionalistyka, syntezy i podręczniki, metodologia historii oraz historia historiografii.
Żonaty z Marią Danutą Łabędzką-Topolską, a także przez okres 4 lat z prof. Zofią Kulejewską (1928-2011). Pochowany został w alei zasłużonych na cmentarzu Miłostowo w Poznaniu.

## Odznaczenia i nagrody
- Krzyż Komandorski z Gwiazdą Orderu Odrodzenia Polski
- Krzyż Komandorski Orderu Odrodzenia Polski
- Krzyż Kawalerski Orderu Odrodzenia Polski
- Medal 30-lecia Polski Ludowej
- Medal 40-lecia Polski Ludowej
- Medal Komisji Edukacji Narodowej
- Odznaka 1000-lecia Państwa Polskiego
- Złote Odznaczenie im. Janka Krasickiego
- Nagroda "Miesięcznika Literackiego" (1973) za książkę "Świat bez historii" ("Wiedza Powszechna")[4]
- Nagroda "Trybuny Ludu" (1976)[5]
- Nagroda im. Ludwika Waryńskiego (1983) za książkę "Prawda i model w historiogrfii"[6]

## Publikacje

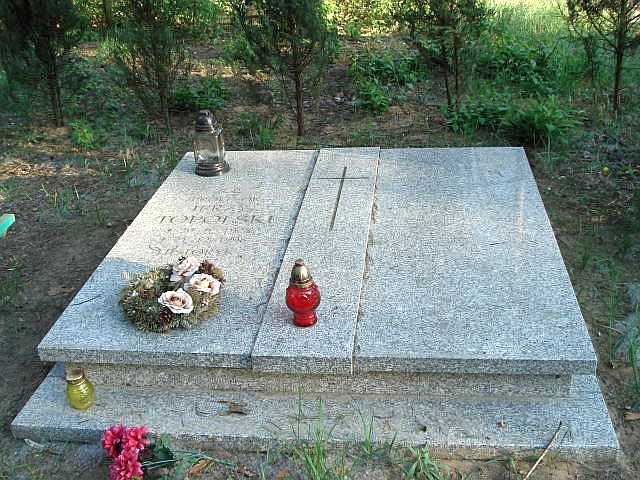
Grób na cmentarzu Miłostowo w Poznaniu

- Rozwój latyfundium arcybiskupstwa gnieźnieńskiego od XV do XVIII w., 1955
- Położenie i walka klasowa chłopów w XVIII w. w dobrach arcybiskupstwa gnieźnieńskiego, 1956
- O wyjaśnianiu przyczynowym historii, 1957
- Gospodarstwa wiejskie w dobrach arcybiskupa gnieźnieńskiego od XVI do XVIII w., 1958
- Studia z metodologii historii, 1960
- Narodziny kapitalizmu w Europie XIV–XVII wieku, Warszawa 15 (I wyd.), Warszawa 1987 (II wyd.), Poznań 2003 (III wyd.)
- Inspiracje myśli leninowskiej w historiografii, 1970
- O dochodzeniu do prawdy w historii, 1971
- Świat bez historii, Warszawa 1972
- Metodologia historii, 1973
- Wielkopolska poprzez wieki, 1973
- Poznań. Zarys dziejów, 1973
- Dzieje Polski, 1976
- Gospodarka polska a europejska w XVI a XVIII w., 1977
- Marksizm i historia, 1977
- Rozumienie historii, 1978
- Gniezno – zarys dziejów, 1979
- Nowe idee współczesnej historiografii, 1980
- (red.) Świadomość historyczna Polaków: problemy i metody badawcze, Łódź 1981
- Prawda i model w historiografii, Łódź 1982
- Teoria wiedzy historycznej, 1983
- (red.) Kierunki rozwoju Polski po drugiej wojnie światowej, 1987
- Historia i życie, Lublin 1988
- (red.) Dzieje Poznania, tom I cz. 1 i 2 Poznań-Warszawa 1988, tom II cz. 1 Warszawa-Poznań 1994, tom II cz. 2 Warszawa-Poznań 1998
- (red.) Narration and explanation: contributions to the methodology of the historical research, Amsterdam 1990;
- Wolność i przymus w tworzeniu historii, Warszawa 1990;
- (red.) Ideologie, poglądy, mity w dziejach Polski i Europy XIX i XX wieku: studia historyczne, Poznań 1991 (wraz z Witoldem Molikiem i Krzysztofem Makowskim);
- Historia Polski od czasów najdawniejszych do 1990, 1992
- (red.) Historiography between modernism and postmodernism: contributions to the methodology of the historical research, Amsterdam 1994
- Polska XX wieku, 1994
- (red.) Studia nad świadomością historyczną Polaków, Poznań 1994
- (red.) Żydzi w Wielkopolsce na przestrzeni dziejów, Poznań 1995 (wraz z Krzysztofem Modelskim).
- Trudny Lot Orła Białego 1997
- Od Achillesa do Béatrice de Planissolles. Zarys historii historiografii, 1998
- Dzieje Poznania, t. II, cz. I: Lata 1793–1918. Red. Jerzy Topolski i Lech Trzeciakowski (Poznań 1994)
- Dzieje Poznania, t. II, cz. II: Lata 1918–1945. Red. Jerzy Topolski i Lech Trzeciakowski (Poznań 1998)
- Rzeczpospolita Obojga Narodów 1501-1795, 2015